# Henri Berge
Pour les articles homonymes, voir Berge (homonymie).
Cet article possède un paronyme, voir Henri Bergé.
 (mai 2009).
Si vous disposez d'ouvrages ou d'articles de référence ou si vous connaissez des sites web de qualité traitant du thème abordé ici, merci de compléter l'article en donnant les références utiles à sa vérifiabilité et en les liant à la section « Notes et références ».
Henri Berge, baron Berge, né le 18 septembre 1828 à Paris et mort le 18 novembre 1926 à Saint-Maurice, est un général de division français, grand-croix de la Légion d'honneur et médaillé militaire.
Gouverneur militaire de Lyon et commandant en chef de l'armée des Alpes de 1889 à 1893, il joue un rôle important dans l'organisation des troupes de montagne françaises.

## Biographie
Henri Berge est le fils de François Baudire baron Berge, général du Premier Empire, et de Pauline Anne Gilberte Jeanne Marie Hom.
Orphelin de père très jeune, il est élevé par sa mère. Il entre à Polytechnique en 1847 dont il sort douzième et fait l’école d’application de Metz.
Il sert deux ans dans le régiment d’artillerie en garnison à Metz, puis dans une garnison africaine. Nommé lieutenant en 1855 dans le régiment d’artillerie à cheval de la garde, il est affecté à une batterie au siège de Sébastopol où il participe au premier assaut de Malakoff. Il est ensuite affecté à l’état-major du général Soleille, ce qui lui permet de fréquenter Mac-Mahon.
Nommé capitaine, il reprend sa place dans le régiment d’artillerie à cheval de la garde, puis devient aide de camp du colonel de Rochebouët en 1859. Il épouse alors le 26 janvier 1859 Marie Aline Henriette Andres (23 mars 1839 à Reims - 25 novembre 1925 à Saint-Maurice).
Il fait la guerre d’Italie dans l’état-major du général Soleille où il participe à la bataille de Solférino avant de reprendre sa place auprès du général de Rochebouët au comité de l’artillerie.
Il prend part à l’expédition du Mexique dans l’état-major de l’artillerie et fait le siège de Puebla. Il est nommé chef d’escadron au 18e régiment d’artillerie à Toulouse puis revient auprès du général de Rochebouët comme aide de camp.
Il le suit lors de la guerre de 1870 et prend part aux combats de Gravelotte et de Saint-Privat. Il est alors nommé lieutenant-colonel commandant l’artillerie de la division Fauvert Bastoul du 2e corps d’armée et prend part avec cette division à la bataille de Noisseville. Il est fait prisonnier et envoyé à Hambourg où il reste jusqu’en mars 1871 et rédige un projet de réorganisation de l’armée. Il commande alors un groupe de batteries, lors de la répression de la commune, et prend d’assaut les remparts.
En mai 1871, il est nommé dans un régiment d’artillerie à Tarbes puis au 13e régiment d’artillerie à Vincennes dont il devient colonel.
En 1873, il est choisi comme directeur de l’artillerie au ministère de la guerre et représentant du ministre devant la commission du budget. Il travaille à sa réorganisation jusqu’en juillet 1877. Il est, pendant ce temps, nommé commandeur de la légion d’honneur en 1874 et général de brigade en 1875.
En 1877, il devient commandant de la brigade d’infanterie de Mézières (91e régiment d’infanterie à Mézières et 132e à Reims) et chef d’état-major de l’armée du général Ducrot. En 1880, il est nommé général de division et reçoit le commandement de la division d’infanterie de Reims ainsi que l’inspection des écoles de tir, puis celle des cartoucheries. Il fait adopter le fusil Lebel et est pressenti pour commander une expédition contre l’Égypte qui sera annulée. 
En 1884, il devient commandant du 16e corps d’armée à Montpellier et grand officier de la légion d’honneur. 
En 1888, il est nommé gouverneur militaire de Lyon  et commandant du 14e corps d’armée. Il est aussi désigné en janvier 1889 commandant en chef en cas de guerre de l’armée des Alpes, formée des 14e et 15e corps, ainsi que les troupes qui seraient levées dans ces deux régions. Il développe les troupes alpines ainsi que le réseau routier.
Il passe cadre de réserve le 18 septembre 1893 et une armée de seconde ligne lui est confiée.
Il vit à Reims pendant la première guerre mondiale avant de mourir le 18 novembre 1926 à Saint-Maurice. 
Il fit reconstruire le Château de la Malle au milieu d'un parc d'une vingtaine d'hectares à Courcelles, sur la commune de Courcelles près de Reims, en bordure du canal de l'Aisne à la Marne.

## Décorations
- Médaille militaire (1893)
- Grand-croix de la Légion d'honneur (1892)

## Écrits
- Rapport sur le canon de campagne anglais système Maxwell, modèle 1870, Paris, Impr. Nationale, 1872.
- Mémoire sur la permanence de l'armement de défense et sur l'emploi des cuirasses métalliques dans les fortifications d'Anvers, Plymouth et Portsmouth,  Paris, C. Tanera, 1872 in Publications de la réunion des officiers. Encyclopédie militaire, tome III.
- Études sur la réorganisation des forces militaires de la France, Tarbes : impr. de T. Telmon, 1871.